# Gunther Joppig
Gunther Joppig (* 26. Juli 1943 in Arnstadt) ist ein deutscher Musikwissenschaftler und Musiker, der von 1987 bis 2008 das Musikinstrumentenmuseum im Münchner Stadtmuseum leitete.

## Leben und Werk
Joppigs Vorfahren stammten aus Bremen. Dort besuchte er auch die Schule und machte ab 1960 in den Vereinigten Werkstätten für Kunst im Handwerk eine Ausbildung zum Möbeltischler. Während der Lehre begann er Oboe zu lernen und die vertiefte Beschäftigung mit der Musik brachte ihn von seinem ursprünglichen Plan ab, Innenarchitekt werden zu wollen. Die weitere musikalische Ausbildung erfolgte dann beim Heeresmusikkorps 11 in Bremen als Zeitsoldat bei der Bundeswehr (1963 bis 1967).
Nach dem Abitur 1970 am Hansa-Kolleg (Zweiter Bildungsweg) studierte er Musikwissenschaft, Pädagogik und Romanistik an der Universität Hamburg und setzte das musikalische Studium fort. Zur gleichen Zeit arbeitete Joppig als Lehrer an einem Gymnasium in Hamburg und als Privatlehrer für Oboe und Fagott. 1984 musikwissenschaftliche Promotion und Ernennung zum Studienrat. Joppig war bis 1987 in Hamburg als Musiklehrer, und weiterhin musikwissenschaftlich, tätig und übernahm dann die Leitung des  Musikinstrumentenmuseums im Münchner Stadtmuseum, die er bis 2008 ausübte.
Joppig beschäftigte sich besonders intensiv mit Heckelphon und Sarrusophon und wirkte bei Hörfunk- und CD-Aufnahmen mit. Seine eigene Instrumenten-Sammlung verwendete er auch für die Forschung und präsentierte sie in mehreren Ausstellungen. Im Ruhestand weitere Veröffentlichungen und Führungskraft im Museumspädagogischen Zentrum im Bayerischen Nationalmuseum in München.

## Schriften (Auswahl)
Bücher:
- Die Entwicklung der Doppelrohrblattinstrumente von 1850 bis heute und ihre Verwendung in Orchester- und Kammermusik, Verlag „Das Musikinstrument“, 1980 (auch eng./fr. übersetzt)
- Oboe & Fagott; ihre Geschichte, ihre Nebeninstrumente und ihre Musik, Hallwag-Verlag, Bern, 1981 (auch eng./fr. übersetzt)
- Innovative Holzblasinstrumente der Heckelfamilie, Meisterleistungen deutscher Instrumentenbaukunst, Band 4 (zweisprachig dt./eng.), Markneukirchen, 2014

Zeitschriftenartikel und Buchbeiträge:
- 150 Jahre Heckel-Instrumente, Tibia, 1981, S. 345–350
- Berichte über die Frankfurter Musikmesse und zum Auktionsmarkt für Musikinstrumente, Tibia, ab 1981
- Zur Geschichte der Klarinette anhand von Erstausgaben früher Klarinettenschulen, ’rohrblatt, 1987, S. 62–68
- Die Lorée-Baritonoboe im Vergleich zum Heckelphon, ’rohrblatt, 1988, S. 156–159
- Hundert Jahre Holzblasinstrumente von Püchner, ’rohrblatt, 1997, S. 102–107
- Zur Entwicklung der europäischen Klarinette, in: Faszination Klarinette (Restle/Fricke), 2004, S. 11–38
- Wilhelm Altenburg zum 175. Geburtstag, ’rohrblatt, 2010, S. 70–73
- ca. 400 Beiträge zur Zeitschrift Das Musikinstrument, 1979 bis 1998
- Beiträge zum Auktionsmarkt für Musikinstrumente in der Zeitschrift Kunst und Auktionen, ab 1999

Noten-Editionen:
Im Verlag Universal Edition hat Joppig mehr als 50 Editionen herausgegeben (Oboe, Fagott, Klarinette, Querflöte)
Übersetzungen:
- John Huber: Meisterwerke des italienischen Geigenbaus: traumhafte Fotografien der bedeutendsten Instrumente des 18. Jahrhunderts, Ed. Bochinsky, 2008 (2. Auflage 2016)
- Anton Radewski/Boschidar Abraschew/Wladimir Gadjew: Illustrierte Enzyklopädie der Musikinstrumente, Ullmann, 2007